# Projekt Xanadu
Xanadu ist ein 1960 gegründetes Hypertext-Projekt von Ted Nelson; durch das nach dem legendären Ort Xanadu benannte Projekt sollte das Docuverse, eine universale Bibliothek mit zahllosen miteinander vernetzten Dokumenten, entstehen.
Das Hypertext-Konzept von Xanadu ist vergleichsweise komplex; beispielsweise ist ein Transklusions-Mechanismus vorgesehen, mit dem Teile aus anderen Objekten nahtlos in ein Dokument eingebunden werden können. Darüber hinaus war in Xanadu auch immer ein Abrechnungsmodell vorgesehen, ähnlich den neueren Ansätzen des Micropayments.

## Konzept
Wie das World Wide Web war Xanadu als dezentrales Speichersystem für Dokumente gedacht. Jedes Dokument in Nelsons Hypertext-Raum sollte eine absolut eindeutige Adresse (unabhängig vom Speicherort) besitzen. Innerhalb des Dokuments sollten selbst einzelne Zeichen direkt von anderswo adressierbar sein. Dokumente stellte sich Nelson als unlöschbare Einträge in einer globalen Datenbank vor. Man konnte zwar, so die Idee, eine neue Version veröffentlichen, doch die alte Version des gleichen Dokuments blieb verfügbar, und Unterschiede zwischen zwei Versionen ließen sich auf einfache Weise sichtbar machen. Zusammengehörende Dokumente sollten in parallelen Fenstern, so genannten transpointing Windows, samt den Verbindungen dazwischen angezeigt werden.

### Verweise
Verweise sollten bidirektional sein; wenn man eine Seite in Xanadu betrachtete, sollte man also auch sehen, welche anderen Seiten auf diese Seite verwiesen. Anstelle des im Web üblichen „Copy & Paste“, des einfachen Kopierens von Inhalten, sollten die Adressen von Inhalten an der Stelle, an der man sie benutzt, eingefügt werden. Wenn man also z. B. ein Buch zitiert, würde man einfach die Adresse (also die global eindeutige Nummer des Buches sowie die Zahl der zu zitierenden Zeichen) an der entsprechenden Stelle einfügen, nicht den Zitattext selbst (sog. Transklusion). Der Client (das Xanadu-Äquivalent zum Webbrowser) würde die entsprechenden Daten dann an der richtigen Stelle einfügen.

## Vor- und Nachteile
Zitate bleiben automatisch aktuell, wenn dies gewünscht ist, ihre Echtheit kann gewährleistet werden, man kann sofort den Kontext eines Zitats anfordern, und Urheber können ggf. ohne großen Aufwand im Hintergrund vergütet werden. Nelson suchte bereits nach Lösungen für das Problem der Vergütung im digitalen Zeitalter, als kaum jemand sich überhaupt über dessen Existenz im Klaren war.
Anstatt mühsam jede Rechte-Verletzung zu verfolgen, sollten Dokumente in Xanadu so günstig sein, dass man ihre Bezahlung gar nicht beachtete. Bruchteile von Cents sollten für die Verwertung eines Dokuments innerhalb eines anderen fällig werden, und aufgrund des Systems der direkten Adressierung von Inhalten anstelle ihres Kopierens würden solche Verwertungsvorgänge auch erfassbar bleiben, sofern man das System nicht mit Absicht umging. „Ich würde gerne in einer Welt leben, in der es kein Copyright gibt, aber so liegen die Dinge nun einmal nicht“, meint Nelson – und nennt sein alternatives Modell Transcopyright. Essenziell dafür ist es, Kleinstbeträge zwischen Nutzern wirtschaftlich übertragen zu können.

## Umsetzung
Xanadu scheiterte an seiner Komplexität. Das System wurde nie fertiggestellt; bis heute existieren nur Prototypen. Nelson hatte an der Harvard-Universität Philosophie studiert und war technisch nicht versiert genug, das System im Alleingang umzusetzen oder andere bei der Implementierung zu unterstützen.
1988 übernahm die Firma Autodesk 80 % von XOC (Xanadu Operating Company), wo Ted Nelson bis 1992 an Xanadu arbeitete. Danach wurde das Projekt bis 1998 an der Keio University in Japan fortgeführt. Als Grundlage entwickelte Ted Nelson dort unter anderem die ZigZag-Datenstruktur. 1999 wurde beschlossen, den Quellcode unter dem Namen Udanax freizugeben. Die in einem Smalltalk-Dialekt programmierte Software wurde von David Jones im Abora-Projekt teilweise nach Java portiert. Die aktuelle Entwicklungsversion von Xanadu (2009) wird von Andrew David Pam verwaltet, der als Student an der Keio University zum Projekt stieß.
1988 wurde Roger Gregory verpflichtet, den Quelltext für xu88 fertigzustellen und das System auszuliefern. Da mehrere Programmierer aufgrund von Gregorys Temperament mit Kündigung gedroht hatten, wurde ihm die Leitung entzogen. Was folgte, war ein Neuentwurf des gesamten Programmes.

## Auswirkungen
Nelsons konzeptuelle Ideen für Xanadu beeinflussten gleichermaßen Tim Berners-Lee bei der Entwicklung des World Wide Web wie auch Ward Cunningham bei seinem Wiki-Konzept. Alle heute verbreiteten Umsetzungen des Hypertext-Konzepts sind funktionale Teilmengen von Nelsons Xanadu.
Die dauerhafte, unlöschbare Speicherung alter Versionen von Dokumenten findet man heute im Freenet Peer-to-Peer-Netzwerk in Form von dessen SSK-Adressen. Es ist unklar, ob diese von Xanadu inspiriert sind.